# New Whirl Odor
New Whirl Odor è il nono album discografico in studio del gruppo musicale hip hop statunitense Public Enemy, pubblicato nel 2005.

## Tracce
1. ...And No One Broadcasted Louder Than... (Intro) - 0:33
2. New Whirl Odor - 3:24
3. Bring That Beat Back - 4:17
4. 66.6 Strikes Again - 1:45
5. MKLVFKWR ("Make Love, Fuck War") - 3:24 (feat. Moby)
6. What a Fool Believes - 3:07
7. Makes Your Blind - 5:34
8. Preachin' to the Quiet - 4:27
9. Either We Together or We Ain't - 1:44
10. Revolution - 4:19 (feat. Society)
11. Check What You're Listening To - 5:46
12. As Long as the People Got Somethin' to Say - 3:23
13. Y'all Don't Know - 4:01
14. Either You Get It By Now or You Don't - 1:15
15. Superman's Black in the Building - 11:50